# Anthony Pelle
Anthony Demond Pelle (Bronx, 1º dicembre 1972) è un ex cestista statunitense, professionista in Europa.

## Carriera
È stato selezionato dai Denver Nuggets al secondo giro del Draft NBA 1995 (44ª scelta assoluta).

## Palmarès
- Liga catalana: 1

Girona: 1996